# Ахолминг
Ахолминг (њем. Aholming) општина је у њемачкој савезној држави Баварска. Једно је од 26 општинских средишта округа Дегендорф. Према процјени из 2010. у општини је живјело 2.289 становника. Посједује регионалну шифру (AGS) 9271111.

## Географија
Ахолминг се налази у савезној држави Баварска у округу Дегендорф. Општина се налази на надморској висини од 327 метара. Површина општине износи 29,4 km².

## Становништво
У самом мјесту је, према процјени из 2010. године, живјело 2.289 становника. Просјечна густина становништва износи 78 становника/km².